# Pietro Trezzini
Pour les articles homonymes, voir Domenico Trezzini et Angelo Trezzini.
Pietro Trezzini (en russe : Пьетро Антонио Трезини ou Пётр Трезин ; né le 26 septembre 1692 et mort après 1760) est un architecte venu de Suisse italienne en Russie, représentant du style baroque, qui a travaillé principalement à Saint-Pétersbourg. De 1742 à 1751, il était l'architecte principal de la ville.

## Biographie

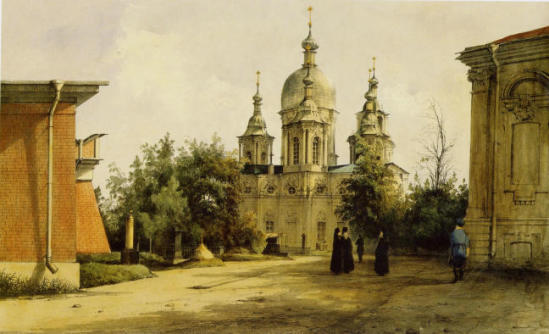
Cathédrale de la Trinité dans le couvent de la laure Saint-Serge

Trezzini nait dans le petit village d'Agno dans le canton du Tessin, en Suisse italienne.
Il étudie en Italie et travaille sur des grands projets de constructions à Milan dans l'entreprise de son père, architecte,. Il part pour Saint-Pétersbourg en 1726. Il travaille d'abord comme indépendant puis collabore avec Domenico Trezzini et Mikhaïl Zemtsov.
Pendant les dix premières années il travaille pour des commandes privées de particuliers ; en 1731—32 il obtient un contrat pour des travaux de plafonnage et de maçonnerie aux Douze Collèges. En 1735, Trezzini est chargé de restaurer la cathédrale Saint-Isaac de Saint-Pétersbourg qui a subi des dégâts à la suite d'un incendie.
À partir du mois de novembre 1743, il dirige la construction de la cathédrale de la Transfiguration de Saint-Pétersbourg dans le quartier Liteiny (ceci à la mort de Mikhaïl Zemtsov, qui avait débuté ce projet). En 1745, un décret de l'impératrice Elisabeth Petrovna confie le projet à Trezzini. Elle veut qu'il fasse de cette cathédrale à Saint-Pétersbourg un équivalent de la cathédrale de la Dormition de Moscou. Cette cathédrale de la Transfiguration deviendra la première cathédrale à cinq coupoles de Saint-Pétersbourg,.
De 1742 à 1751, Pietro Trezzini dirige l'achèvement du monastère Saint-Alexandre-Nevski, après avoir construit l'église Théodore dans l'enceinte de cette Laure Nevski.
À partir de 1742, il est nommé architecte en chef des bureaux de la ville de Saint-Pétersbourg et contrôle, à ce titre, la conformité des projets privés avec les plans d'urbanisme de la ville. Il s'occupe également à ce titre, de l'achèvement du bureau central de la Poste, des travaux au bureau des Douanes et aux écuries de la Cour.
En 1746, il termine le projet du monastère de Saint-Serge à Saint-Pétersbourg. Un vaste projet de complexe carré avec au centre une cathédrale à cinq coupoles, un clocher, et deux corps de logis, au nord et au sud de la cathédrale.

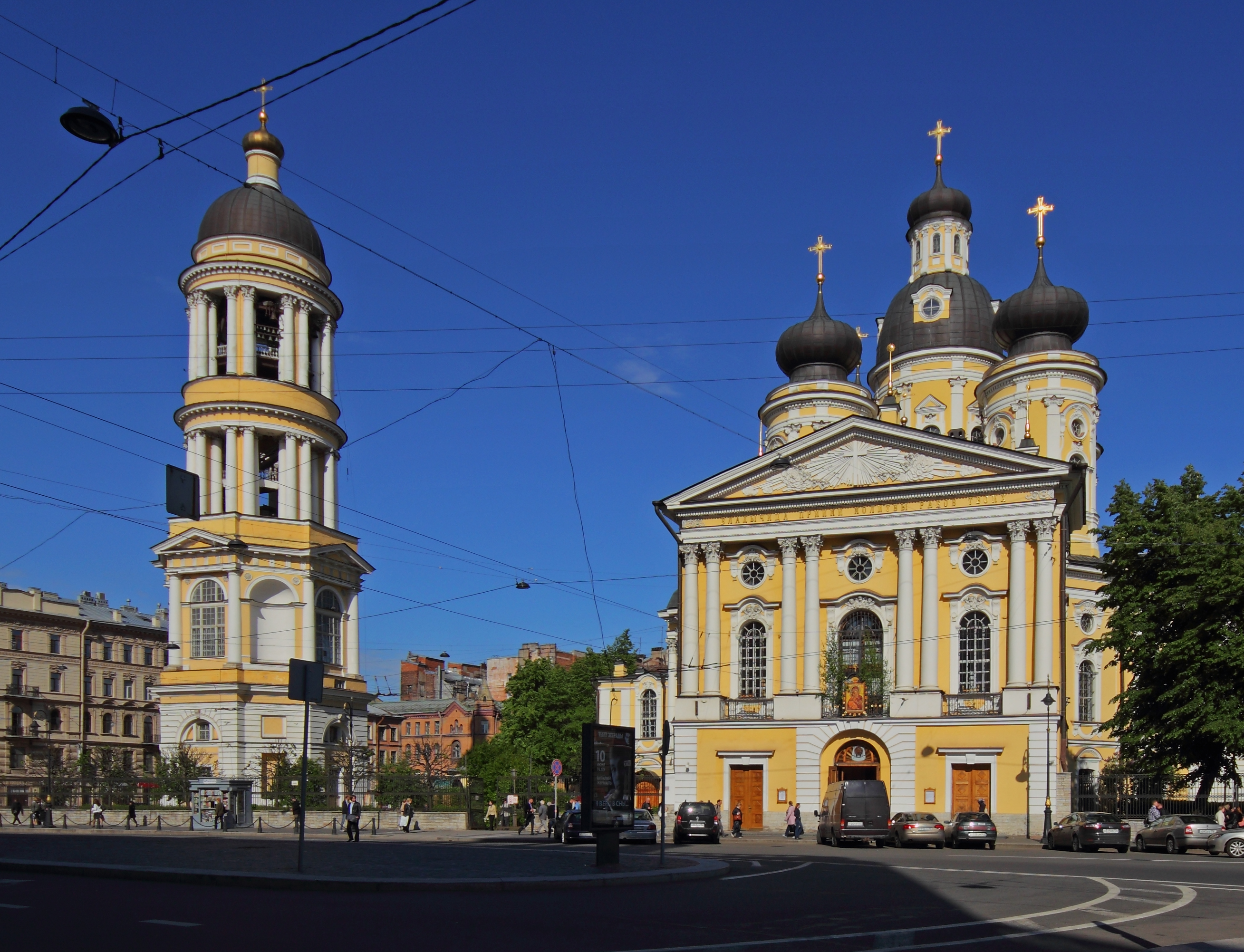
église Vladimirskaya

En 1740—1747, il construit une cathédrale de la Dormition en pierre au Mokrouche. Elle sera détruite en 1772, et, à sa place, sera consacrée en 1789 la cathédrale Saint-Vladimir de Saint-Pétersbourg réalisée par un autre architecte, Antonio Rinaldi.
Trezzini termine la construction de l'hôpital de Moscou (à Saint-Pétersbourg, quai de Vyborg, 1), ainsi que de deux maisons pour l'église Sainte-Catherine de Saint-Pétersbourg.
Dans la littérature actuelle on attribue beaucoup de projets à Trezzini, comme celui de l'église Saint-Panteleïmon de Saint-Pétersbourg, celui de l'église détruite par les soviétiques : l'église du Sauveur du square Sennaia (en) et l'église Vladimirskaya. Pour des raisons de style, on lui attribue encore l'église Clément de Rome (1743) à Moscou qui aurait été commandée et subventionnée par Alexis Bestoujev-Rioumine.
Pietro Trezzini ressentait douloureusement le succès et la gloire auquel avait accédé Bartolomeo Rastrelli auprès de l'impératrice Élisabeth Petrovna. C'est pourquoi il avait des exigences capricieuses pour son travail, demandait des compensations, des avantages. Voyant qu'il restait au deuxième plan et qu'il n'obtenait pas et n'obtiendrait pas ce qu'il voulait, au printemps 1751, il retourne en Italie (les années 1753, 1755 sont citées par certaines sources). En principe c'était pour un an, mais il resta en Italie durant plusieurs années où il travailla pour les palais du duc de Milan .
En 1760, Trezzini revient à Saint-Pétersbourg, mais il n'a plus accès aux fonctions publiques et il travaille probablement pour le privé.

## Galerie

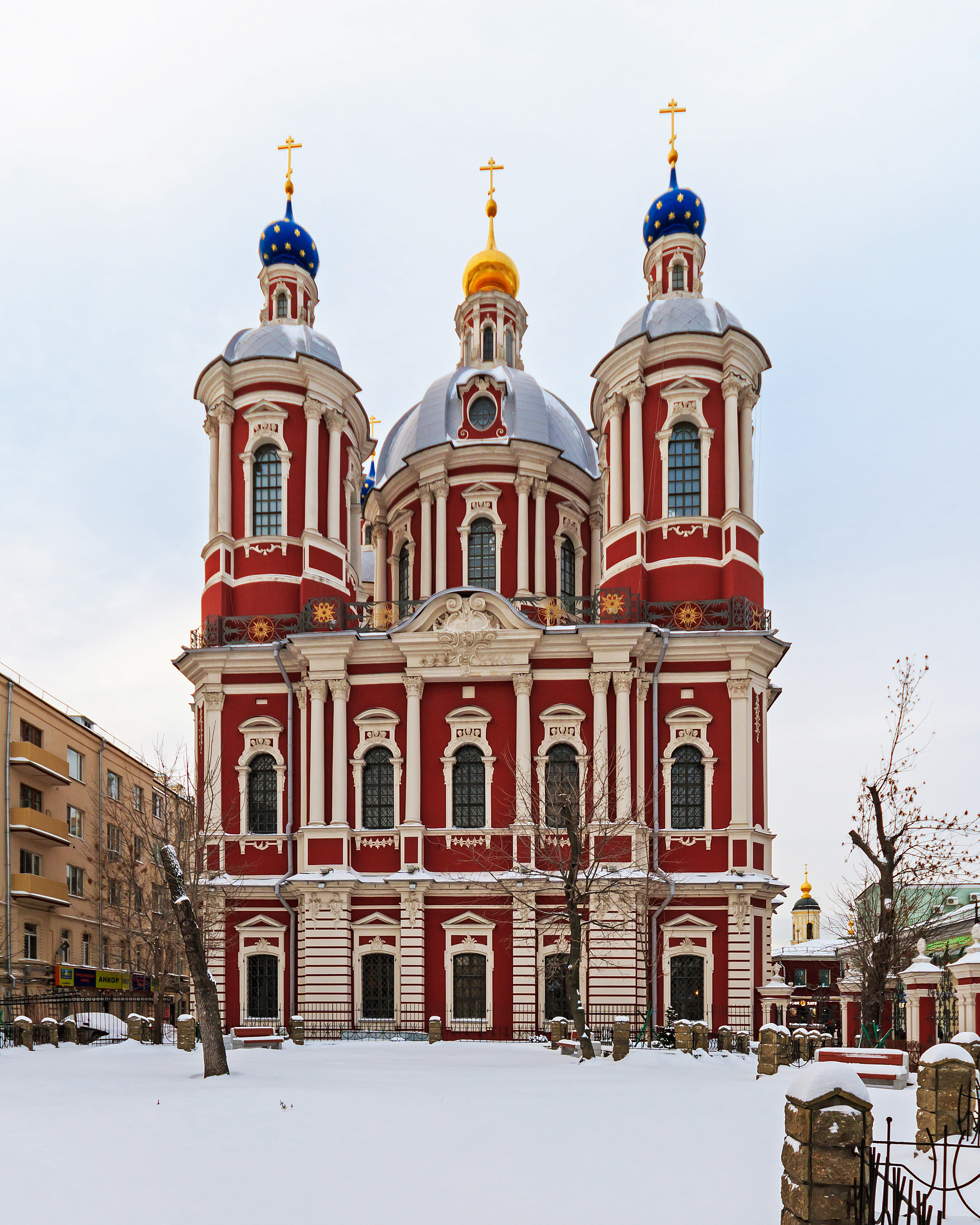
Église Clément de Rome à Moscou
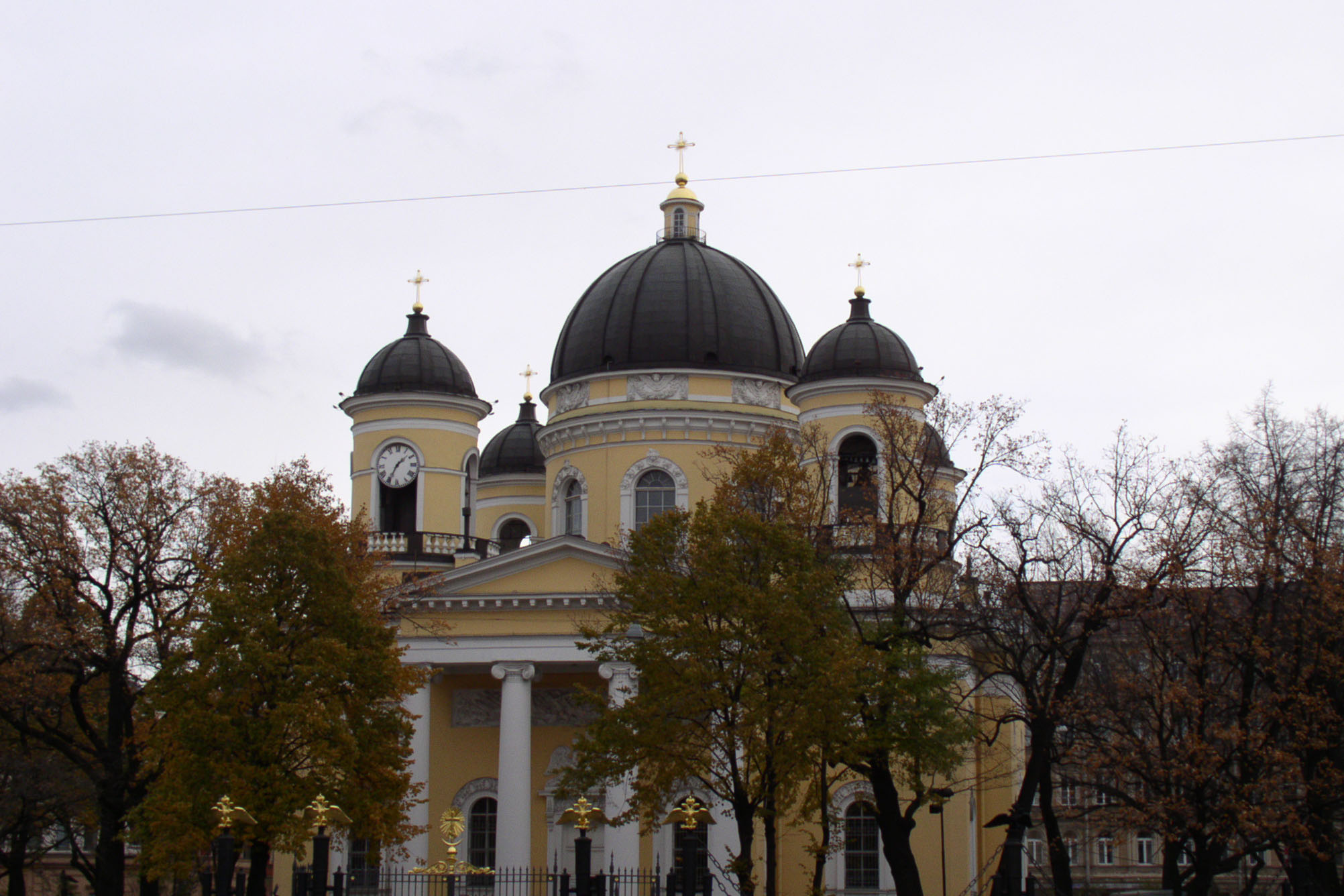
Cathédrale de la Transfiguration de Saint-Pétersbourg

## Liens familiaux
Pietro Trezzini était un parent éloigné de Domenico Trezzini. À Saint-Pétersbourg, Pietro Trezzini a maintenu des contacts étroits avec sa femme et ses enfants. Domenico est devenu le parrain de son petit-fils. Ils fréquentaient les mêmes cercles sociaux.